# Крупнообломочные грунты
Крупнообломочные грунты — подвид несвязанных дисперсных грунтов, содержащих более 50 % частиц с диаметром свыше 2 мм. Если крупнообломочные грунты содержат песчаный (>40 % от общей массы сухого грунта) или глинистый заполнитель (>30 %), то в название крупнообломочного грунта добавляется тип заполнителя и его параметры — влажность, плотность, показатель текучести. Крупнообломочные грунты характеризуются однородностью состава, степенью водонасыщения, выветрелостью и прочностью.

## Происхождение
Осадочные крупнообломочные грунты формируются в результате деятельности водных потоков, ледников, склоновых процессов, а также при выветривании. Как правило, крупнообломочные грунты подстилаются коренными скальными грунтами.

## Разновидности
- валунные грунты — содержат свыше хорошо окатанных частиц 50 % частиц крупностью более 20 см;
- галечниковые грунты — содержат свыше хорошо окатанных частиц 50 % частиц крупностью более 1 см;
- гравийные грунты — содержат свыше хорошо окатанных частиц 50 % частиц крупностью менее 1 см;

Если грунты содержат неокатанные частицы с острыми гранями, то различают: глыбовые, щебенистые и дресвяные грунты.